# Duderstadt
Duderstadt (pronunciación en alemán: /ˈduːdɐˌʃtat/ⓘ) es un municipio situado en el distrito de Gotinga, en el estado federado de Baja Sajonia (Alemania), a una altitud de 180 metros. Su población a finales de 2016 era de unos 21 000 habitantes y su densidad poblacional, 220 hab/km².
Se encuentra ubicado junto a la frontera con el estado de Turingia.

Duderstadt
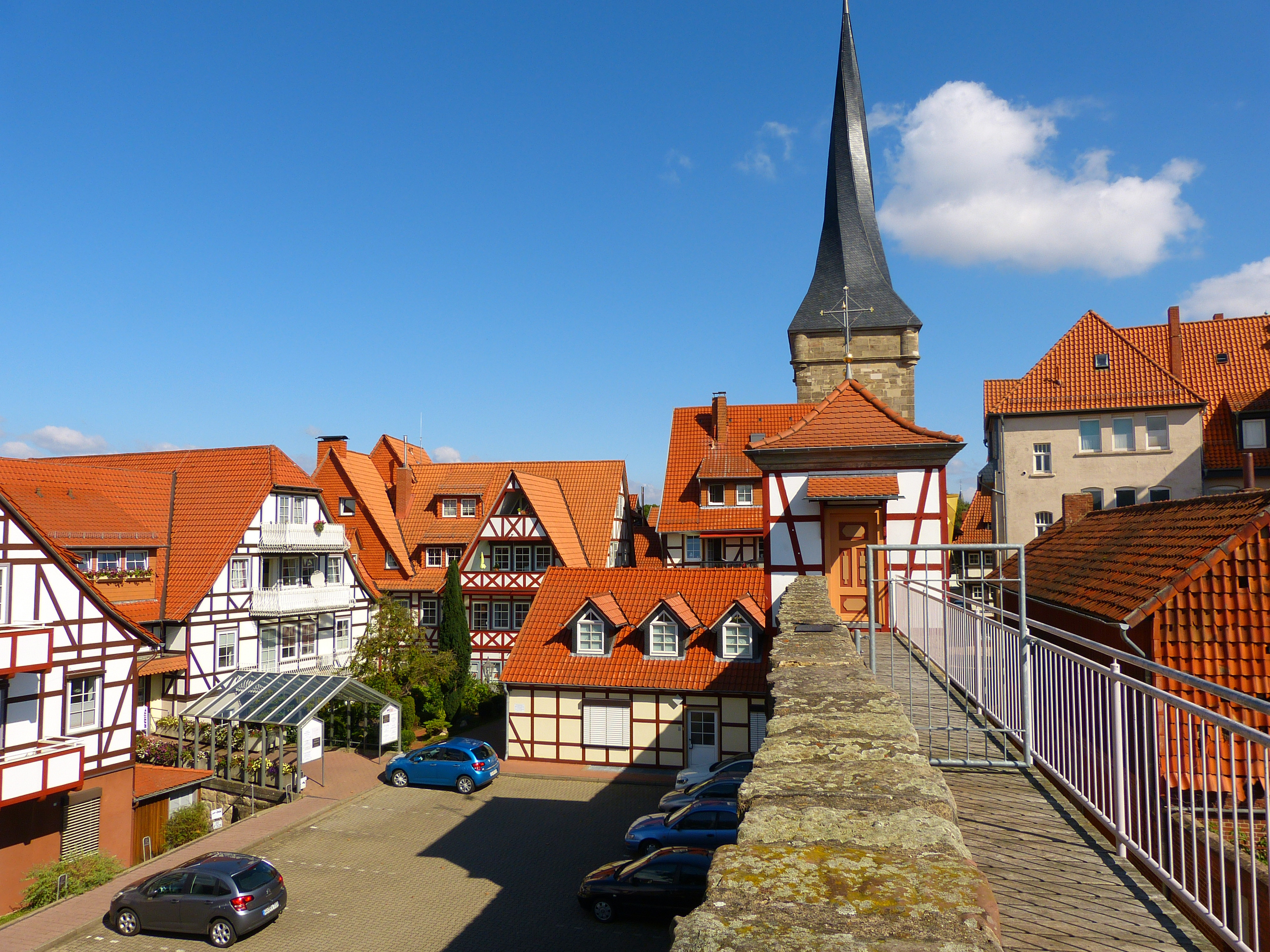
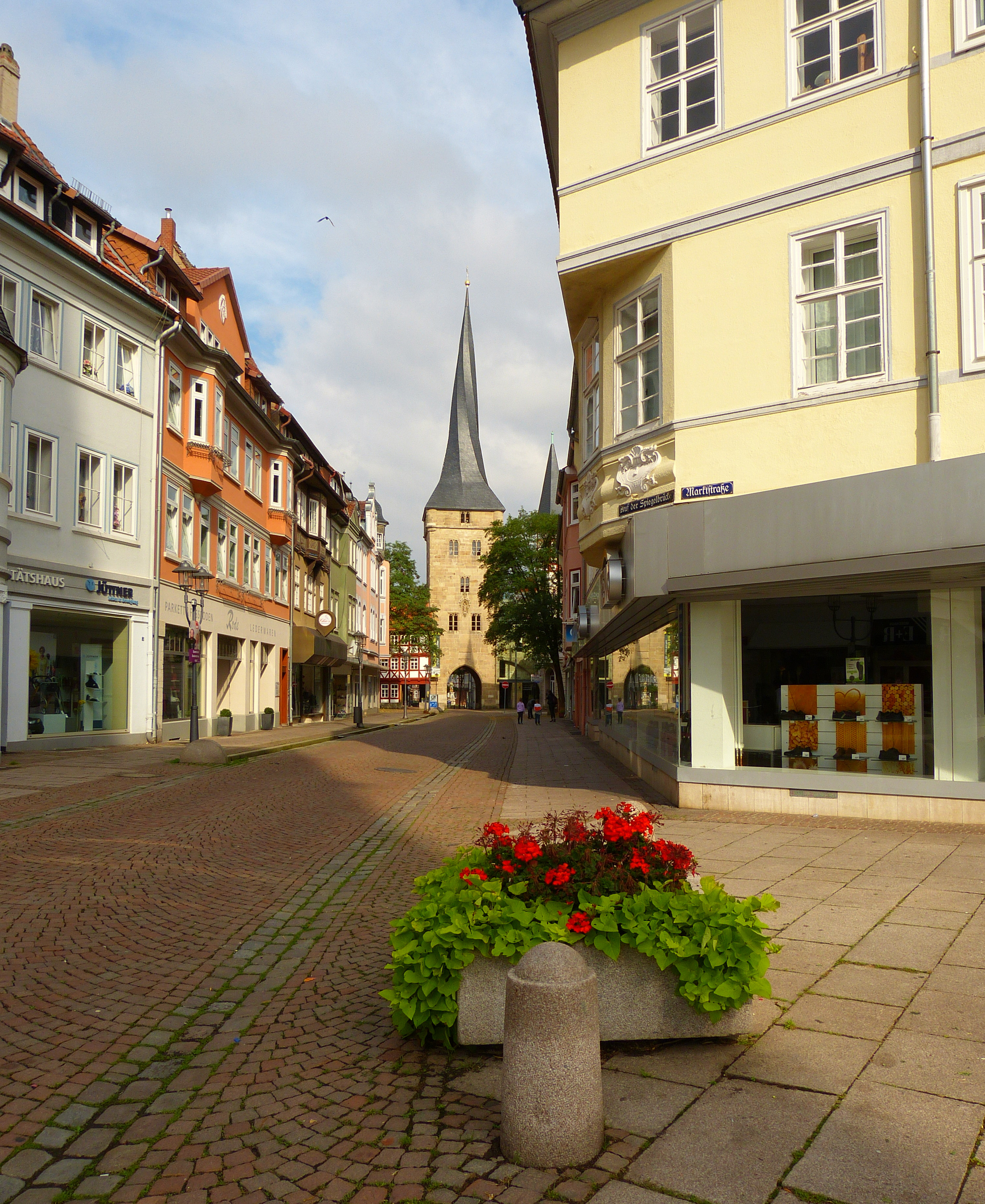
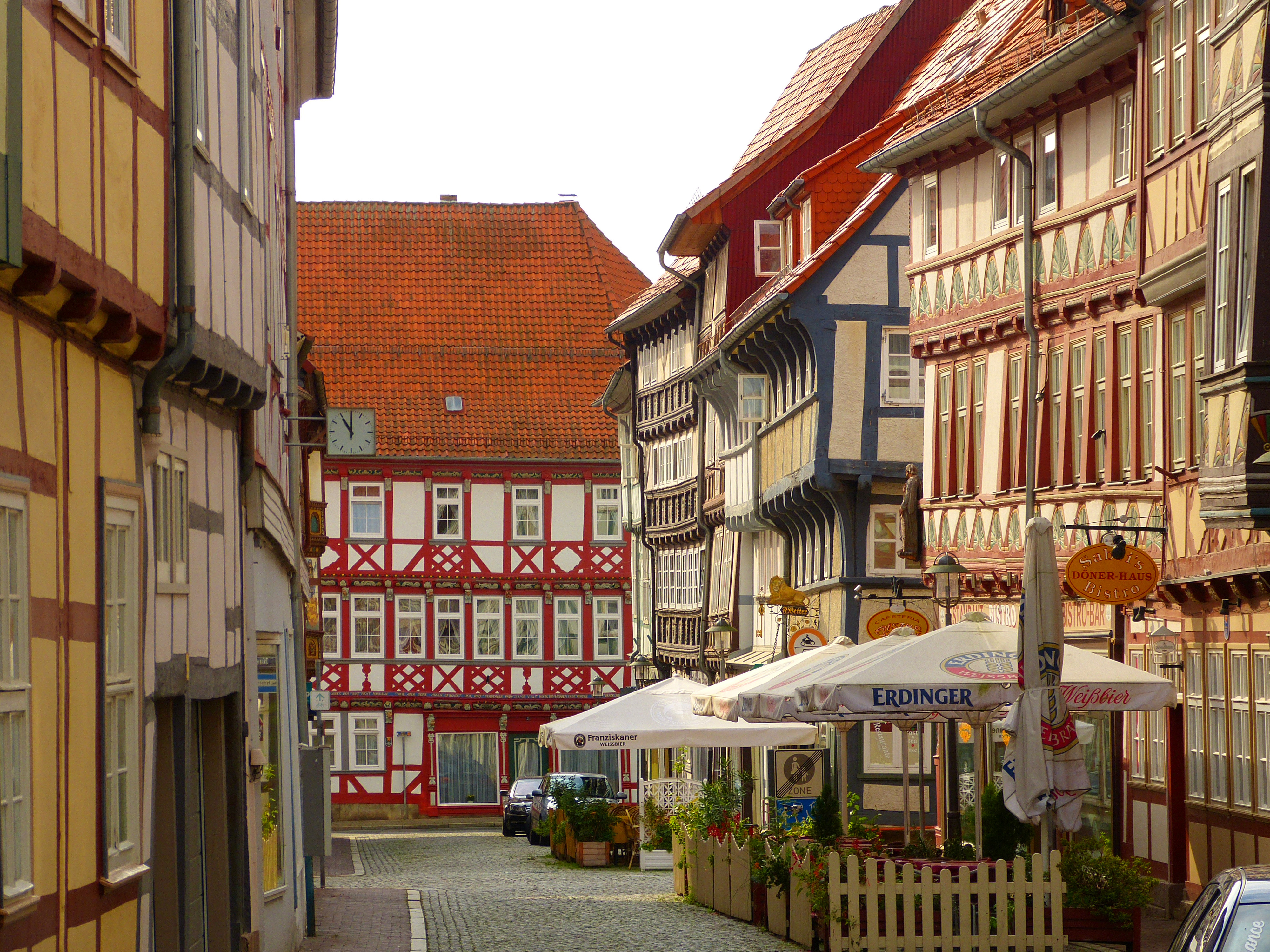
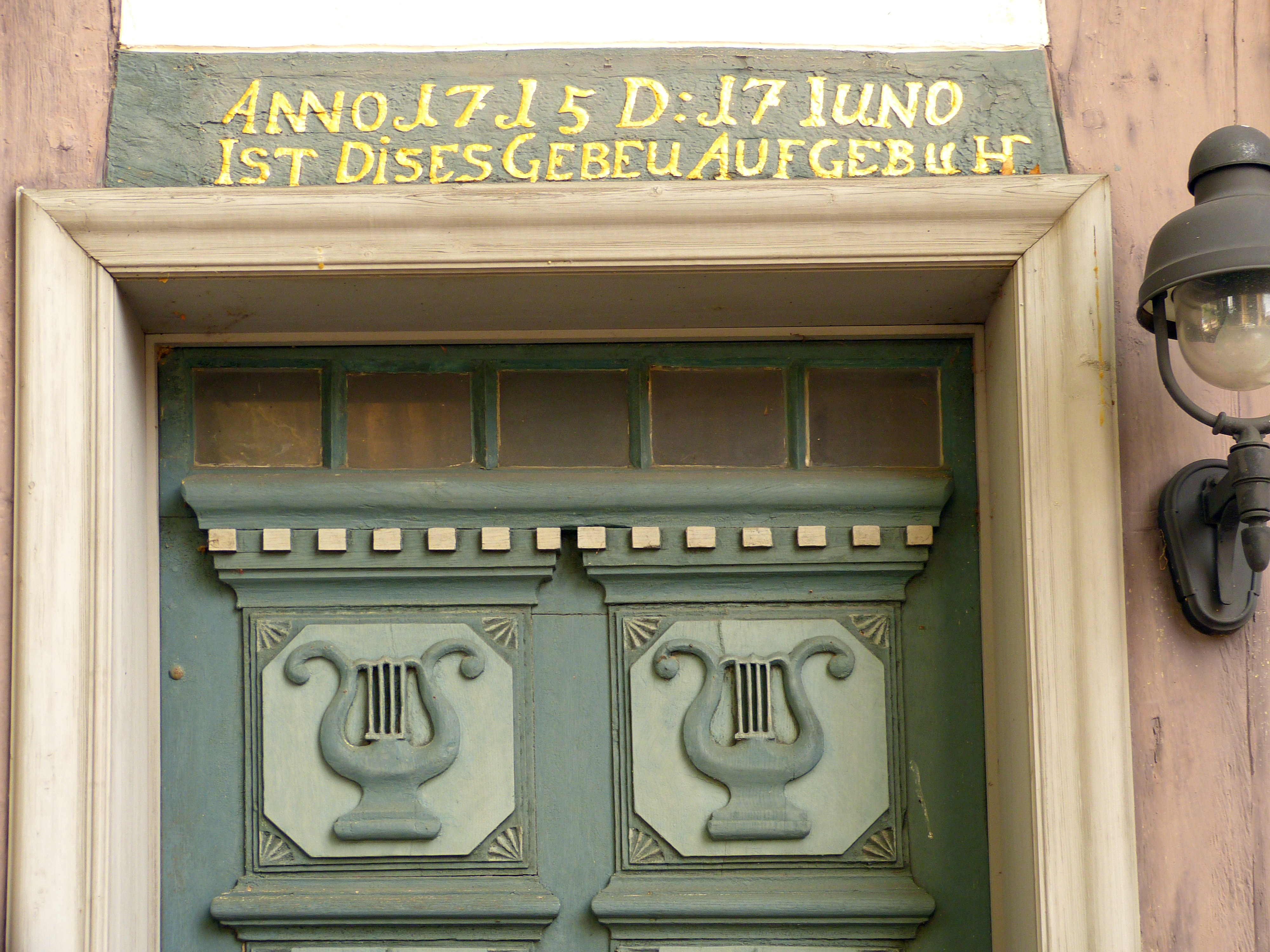
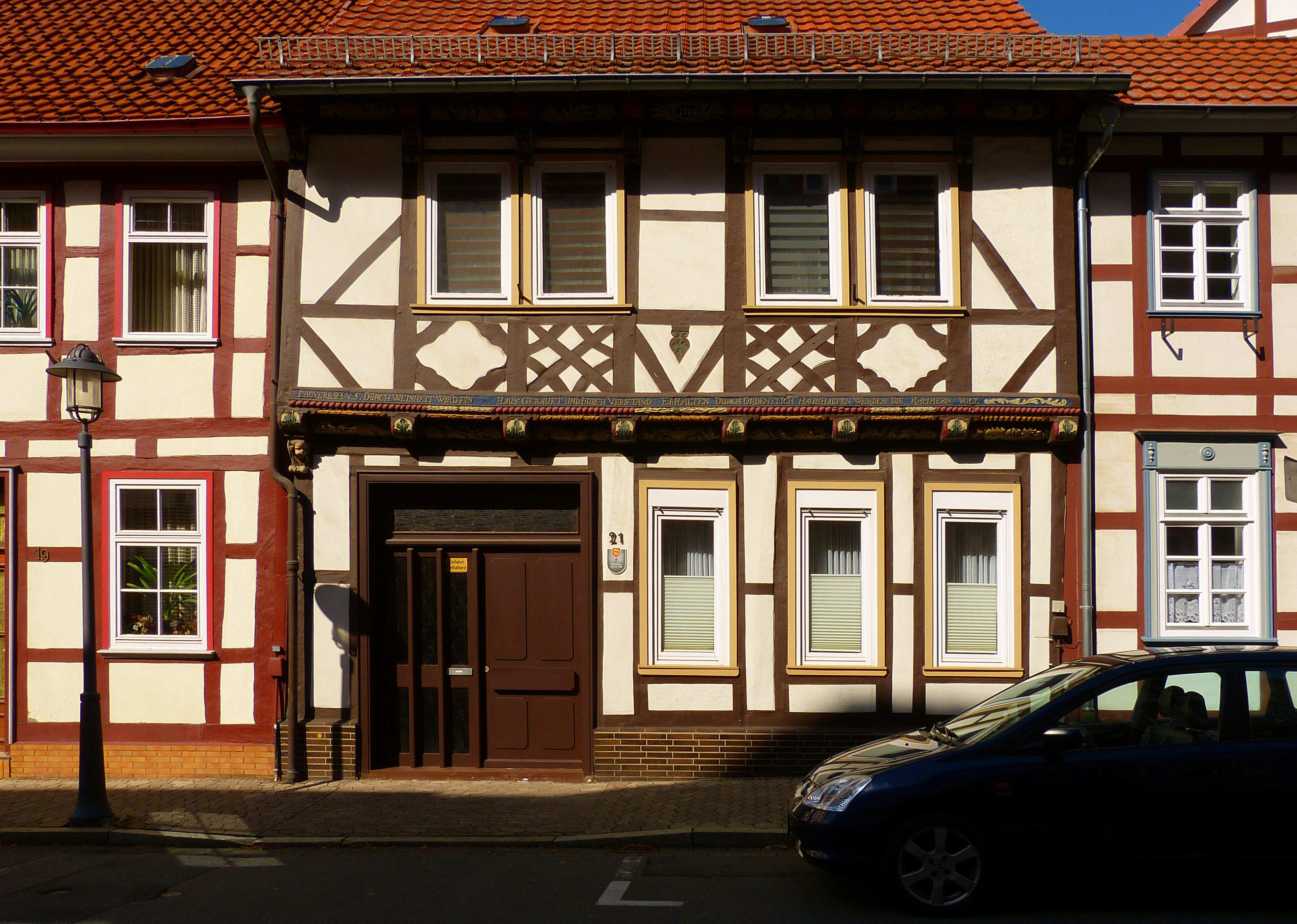
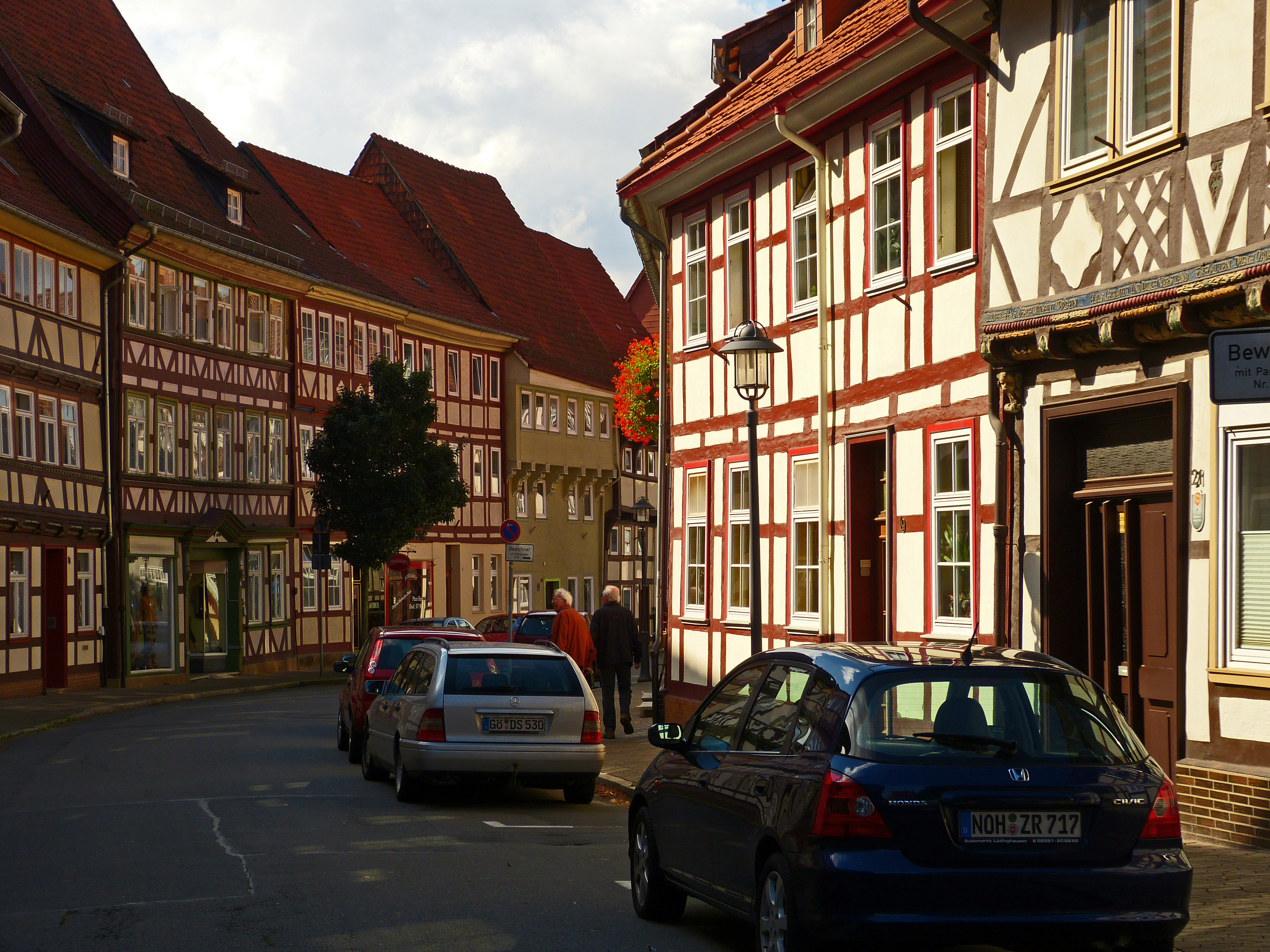
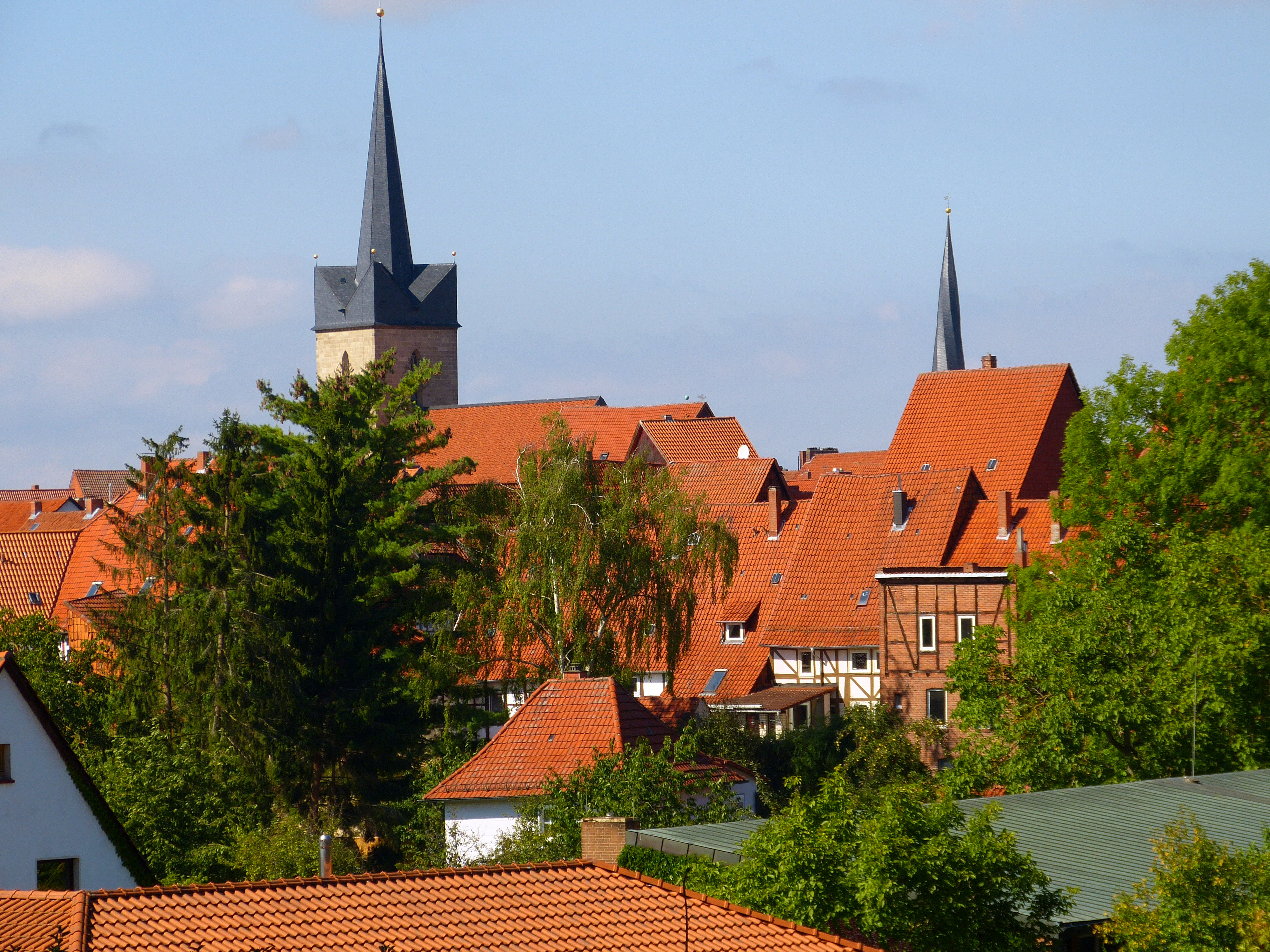
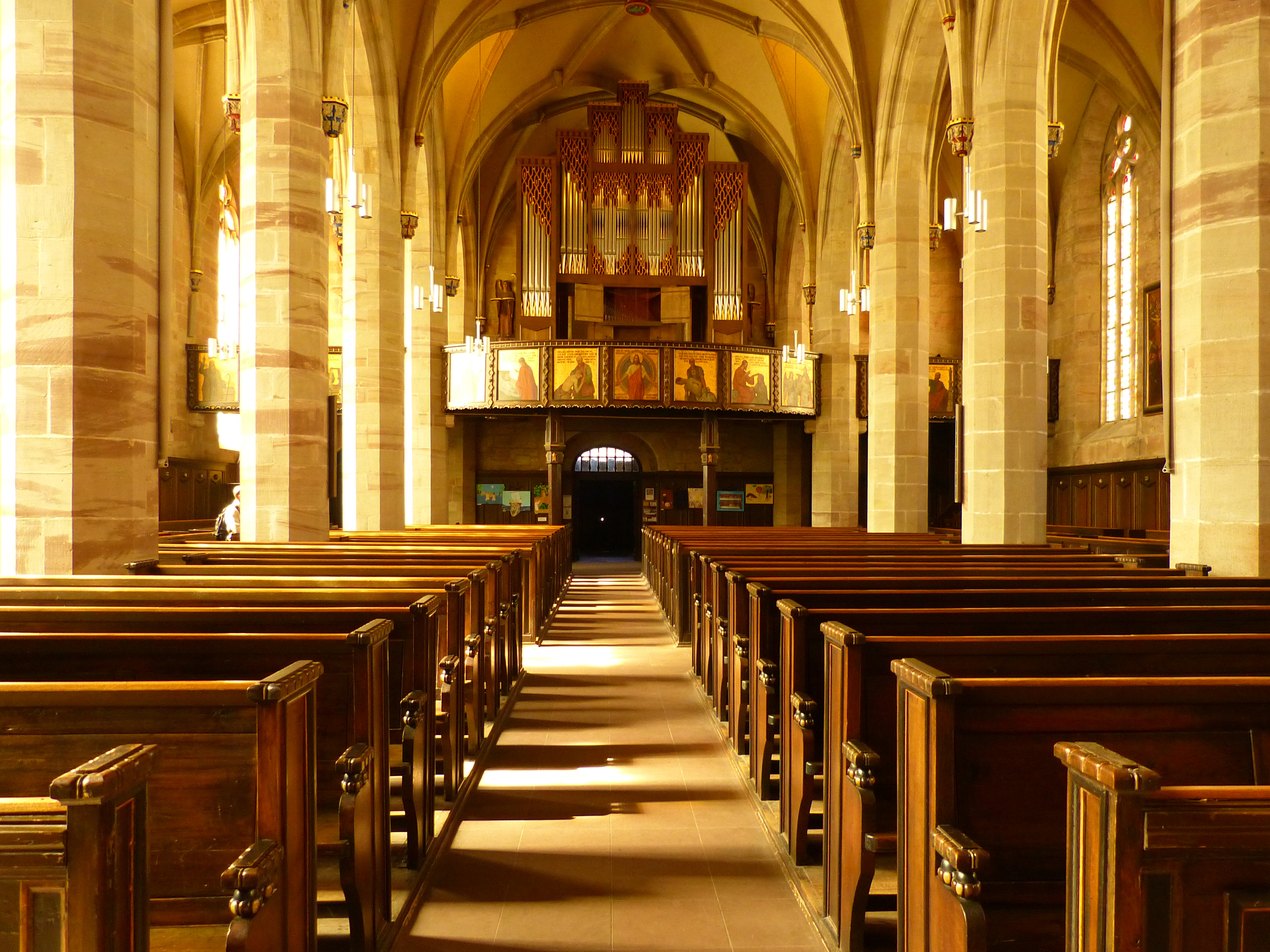